# Aizkraukles distrikt
Aizkraukles distrikt (lettiska: Aizkraukles rajons) var ett distrikt i södra Lettland på gränsen till Litauen. Floden Daugava skär igenom distriktet. Distriktets administrativa centrum låg i Aizkraukle. Från första januari 2009 har de lettiska distrikten upplösts för att ersättas av 110 novads (kommuner) och 9 republikstäder.
I distriktet ligger det största vattenkraftverket i Baltikum: Pļaviņu HES, som kan leverera 850 MW.